# Otto Warmbier
Otto Frederick Warmbier (Cincinnati, 12 december 1994 – aldaar, 19 juni 2017) was een Amerikaanse student die tussen 2 januari 2016 en 13 juni 2017 in Noord-Korea werd vastgehouden.
Warmbier, die economie studeerde aan de Universiteit van Virginia, was tijdens een verblijf in China ingegaan op een aanbod van reisbureau Young Pioneer Tours voor een trip naar Noord-Korea. Dit reisbureau, opgericht door de Brit Gareth Johnson, heeft zich gespecialiseerd in reizen met een avontuurlijk, studentikoos karakter.

## Gevangenschap en overlijden
Warmbier werd ervan beschuldigd dat hij op oudejaarsdag 2015 in het Yanggakdo Hotel in Pyongyang een propagandavlag van wijlen de Noord-Koreaanse leider Kim Jong-il zou hebben gestolen. Hij werd aangehouden op het vliegveld in Noord-Korea, vlak voor hij naar China zou vliegen. In maart 2016 werd hij veroordeeld tot 15 jaar dwangarbeid, waarbij hij tijdens zijn rechtszaak een op het oog emotionele en nederige bekentenis aflegde en huilend zijn excuses aanbood.
Volgens de Noord-Koreaanse regering zou botulisme in combinatie met een slaapmiddel de oorzaak van zijn gezondheidsproblemen zijn, maar artsen in de Verenigde Staten vonden geen bewijs voor deze bewering. Warmbier werd in juni 2017 om humanitaire redenen vrijgelaten en, nog steeds in coma, naar de Verenigde Staten overgebracht. Zijn vader verklaarde dat zijn zoon ernstig was mishandeld tijdens zijn gevangenschap, wat leidde tot ernstig hersenletsel. Ongeveer een week na zijn vrijlating overleed Warmbier aan de gevolgen van de opgelopen hersenschade. Hij werd 22 jaar. Warmbier was een van de 16 Amerikanen die sinds 1996 door Noord-Korea gevangen zijn gezet.
In december 2018 oordeelde een Amerikaanse rechter dat Noord-Korea verantwoordelijk was voor de dood van Warmbier en veroordeelde het land tot het betalen van 440 miljoen euro aan de familie van Warmbier. De VS veroordeelde de wreedheid van het Noord-Koreaanse regime.